# 皆吉稲生
皆吉 稲生（みなよし いなお、1950年7月9日 - ）は、日本の政治家。元衆議院議員（1期）。

## 来歴
鹿児島県鹿児島市原良町出身。鹿児島県立鶴丸高等学校、立命館大学経済学部卒業。鹿児島市役所に入り、鹿児島市職労委員長、連合鹿児島副会長を歴任。
当初は社会民主党に所属していたが、2004年、民主党に移籍。同年7月11日の第20回参議院議員通常選挙に鹿児島県選挙区から出馬したが落選。2007年7月29日の第21回参議院議員通常選挙でも引き続き鹿児島県選挙区より出馬したが、自由民主党公認の加治屋義人に2,664票の僅差で敗れ落選した。
その後、病気のため引退を表明した元衆議院議員・浜田健一の後任として、2009年の衆院選で鹿児島4区から出馬することを表明した。衆議院解散直後の8月8日、鹿児島県霧島市で開いた集会で、国旗2枚を裁断して支持者が作成したとされる党旗が掲げられ、8月18日の出陣式で「国旗の使用方法としては不適切で深くおわびする」と謝罪した。同日、民主党幹事長の岡田克也に口頭で注意された。皆吉の後援会は、党本部や県連および支援団体に「国旗の尊厳をおとしめる意図は全くなく、主催者の不手際が原因」と謝罪する文書を送付した（詳しくはこちらを参照）。
同年8月30日の第45回衆議院議員総選挙では、自治労に加えて京セラ労働組合の支援を受けて出馬。自民党公認の小里泰弘に2,711票差で敗れるも、比例九州ブロックで惜敗率1位となり初当選した。
2012年12月16日の第46回衆議院議員総選挙に民主党公認で鹿児島4区から出馬するも、再び小里に敗れ、比例復活もならず落選。
2013年5月30日、民主党は常任幹事会において第23回参議院議員通常選挙で鹿児島県選挙区に皆吉を擁立することを内定した。
同年7月、第23回参議院議員通常選挙に鹿児島県選挙区から民主党公認で立候補したが、比例区から鞍替えした自民党の尾辻秀久に28万票以上の大差をつけられ落選した。2016年の第24回参議院議員通常選挙にも出馬を予定していたが、最終的に取りやめた。
2018年6月30日には国民民主党鹿児島県連副代表に就任した。
2022年現在、立憲民主党鹿児島県連代表代行を務める。